# Lellingeria longeattenuata
Lellingeria longeattenuata är en stensöteväxtart som beskrevs av D.M.Forero och J.Murillo. Lellingeria longeattenuata ingår i släktet Lellingeria och familjen Polypodiaceae. Inga underarter finns listade.